# Kilmainham Gaol

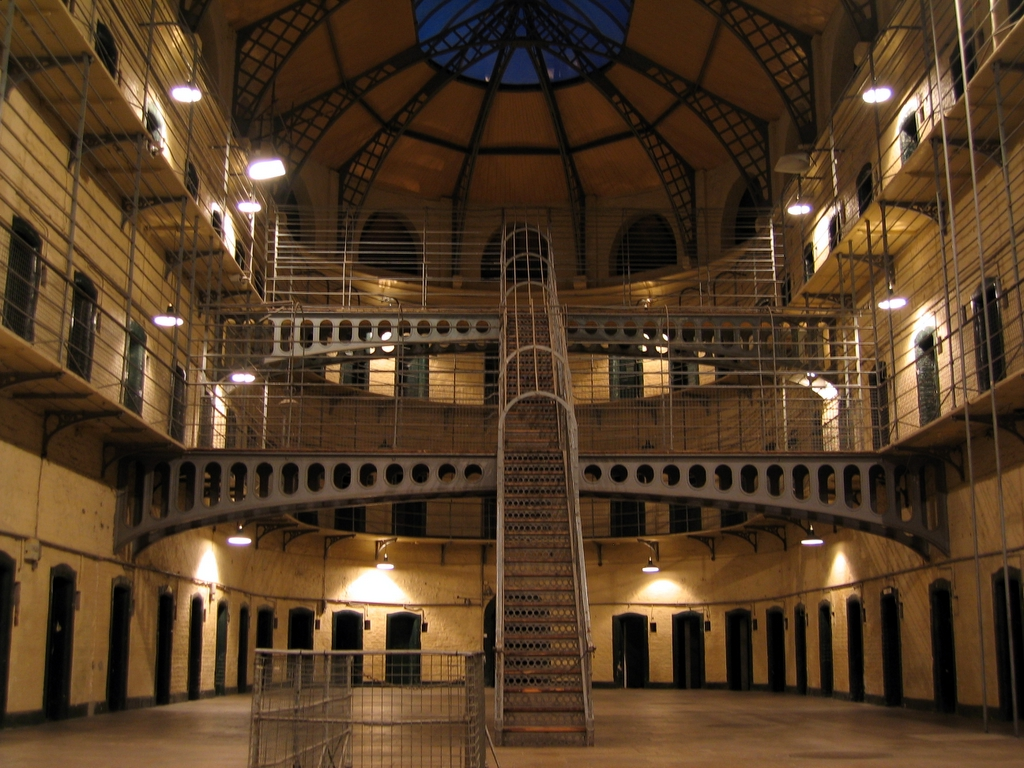
Den viktorianska interiören i Kilmainham Gaol

Kilmainham Gaol (iriska Príosún Chill Mhaighneann) är ett tidigare fängelse i stadsdelen Kilmainham i Dublin, Irland. Byggnaden är numera ett museum med utställningar och guidade vandringar med anknytning till dess historia.
När Kilmainham Gaol byggdes 1796 blev det först kallat New Gaol, för att skilja det från det gamla fängelset, en föråldrad, motbjudande och ohälsosam fängelsehåla bara några hundra meter bort från platsen för det nya fängelset.
Under de 140 år som byggnaden tjänade som fängelse har många ledare i kampen för Irlands självständighet fängslats här av britterna. Robert Emmet satt fängslad här tills han avrättades för sin roll i det misslyckade upproret mot britternas styre 1803. Joseph Plunkett, en av de mer framstående ledarna för Påskupproret 1916, hör också till Kilmainham Gaols mer bemärkta fångar. Bara ett par timmar innan han avrättades gifte han sig med Grace Gifford i fängelsets kapell. Även James Connolly avrättades på Kilmainham Gaol.
Men det fanns också många vanliga fångar på Kilmainham Gaol som var dömda för olika mindre brott, exempelvis stöld. Dessa hade inte egna celler som de mer framstående fångarna, utan satt i större gemensamma celler som var både kalla och dragiga. Även kvinnor och barn kunde fängslas och sättas i dessa celler. 1924 övergavs byggnaden som fängelse, under den Irländska fristaten. Den siste fången var Eamon de Valera.

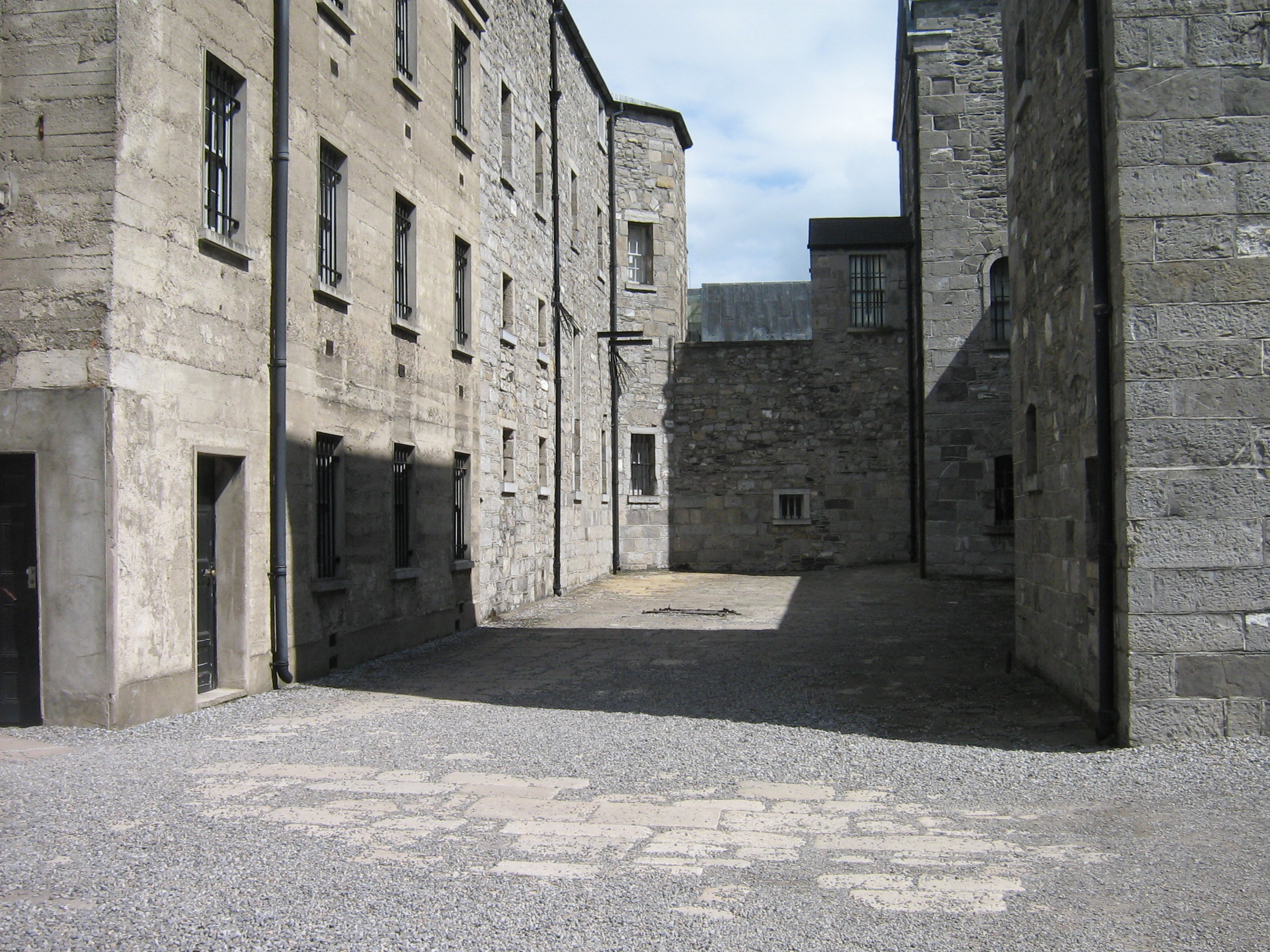
Kilmainham Gaols innergård
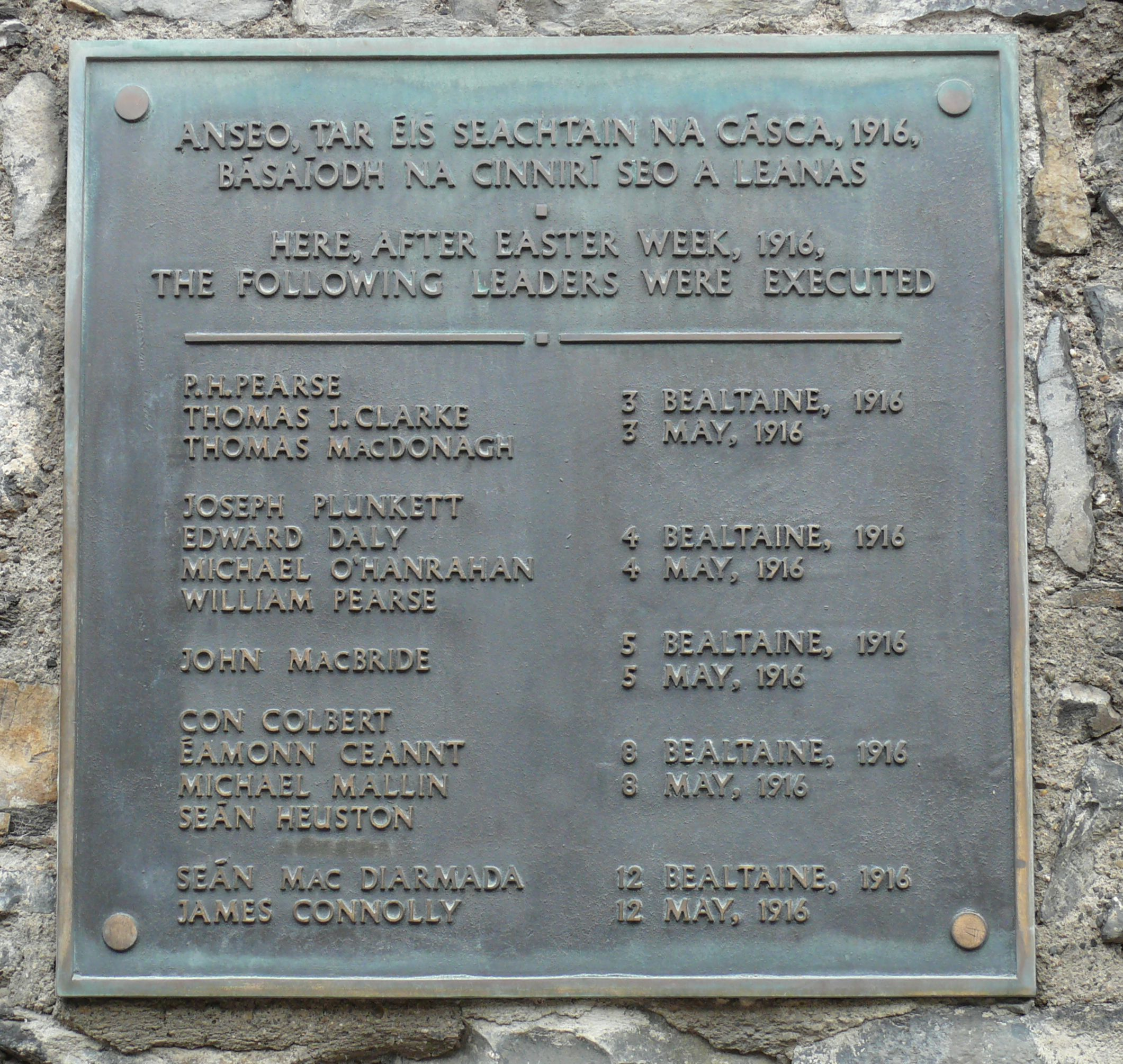
Minne över ledarna för Påskupproret
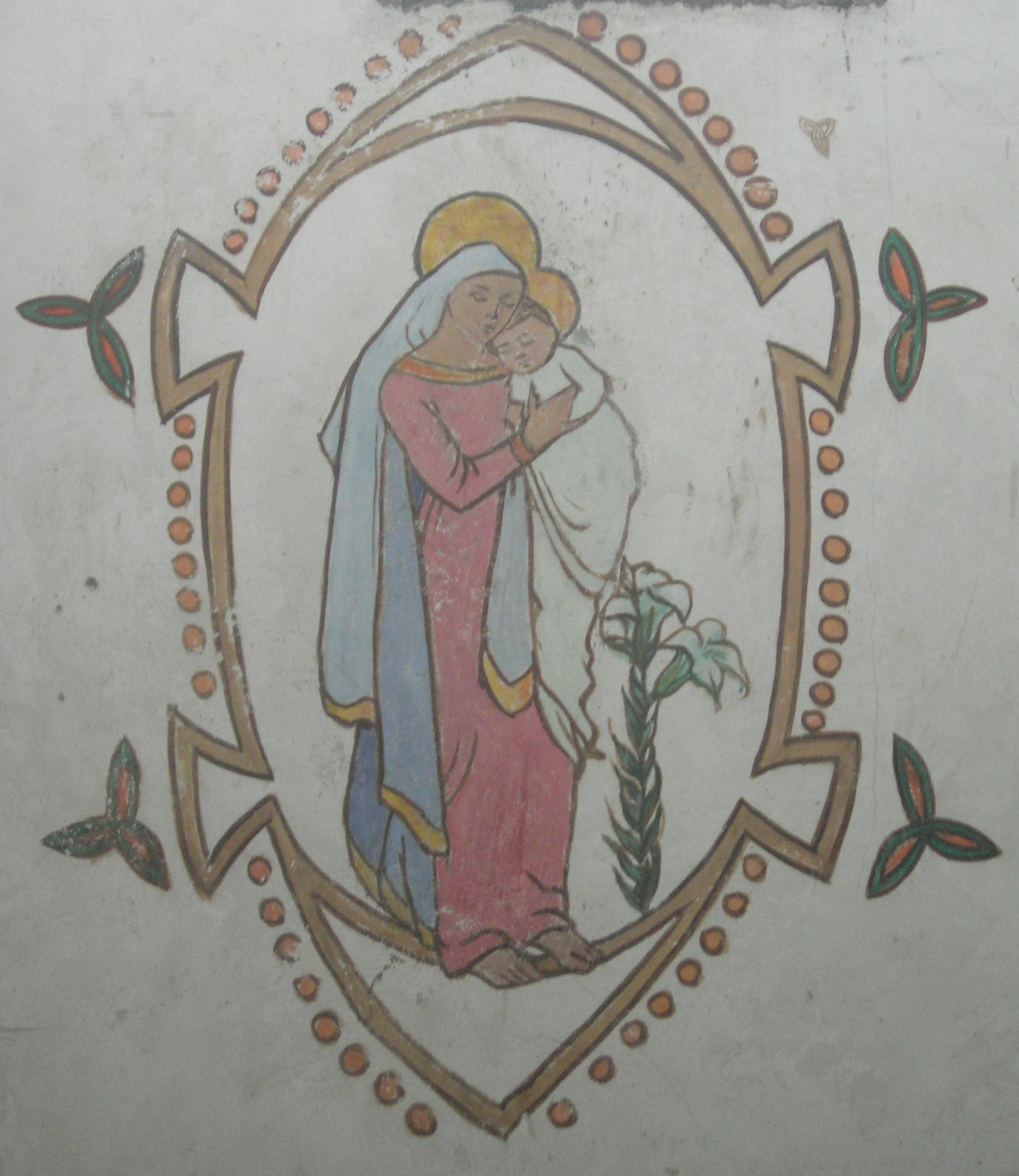
Målning i cell i den viktorianska delen
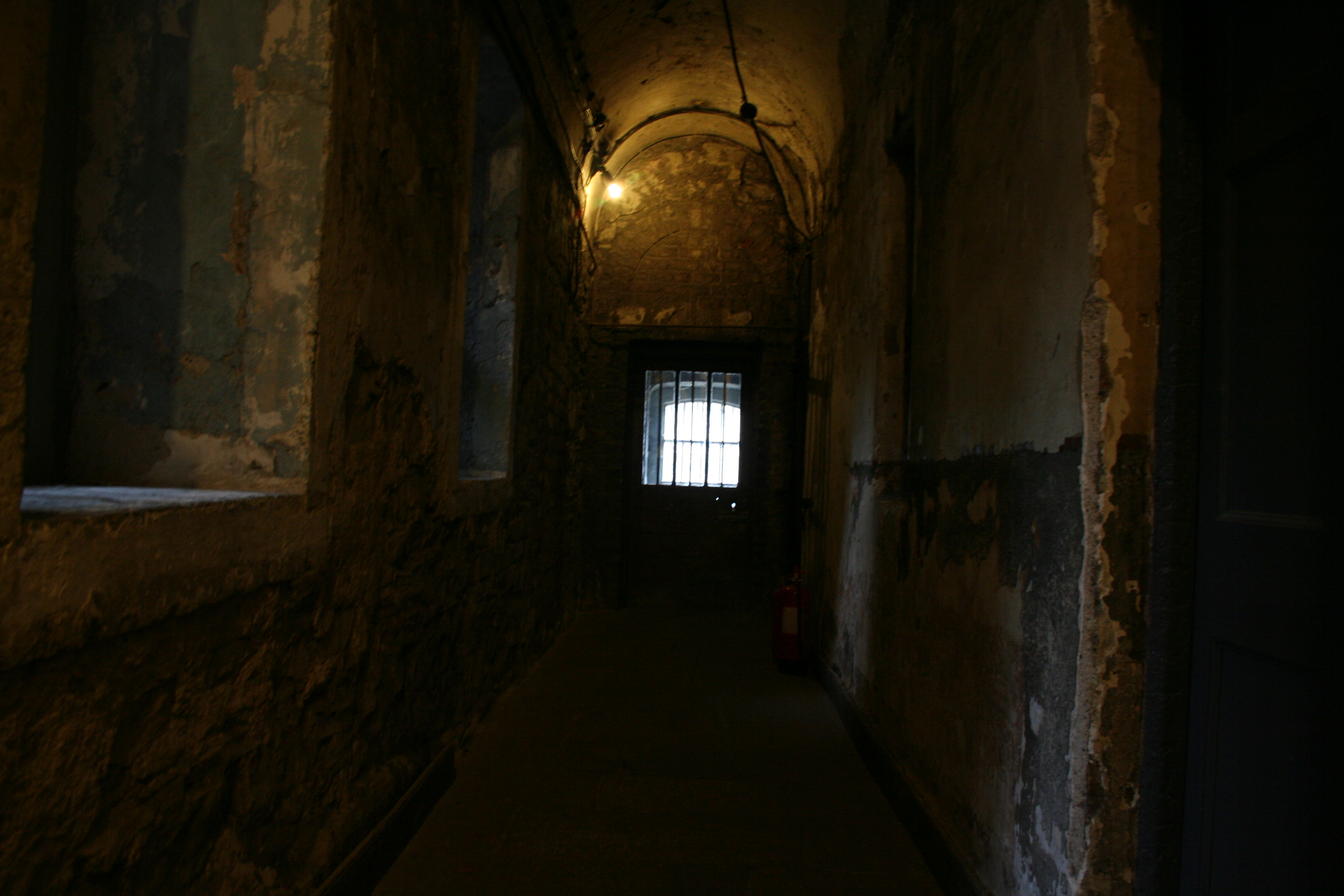
Den äldre delen av Kilmain Gaol